# Arshenic
Arshenic – polski zespół muzyczny wykonujący muzykę heavymetalową, hardrockową, alternatywną i gotycką, założony w 2007 w Gdańsku. Uchodzi za jednego z najważniejszych przedstawicieli gotyckiego metalu wśród polskich zespołów muzycznych.

## Historia
Zanim uformowany został skład zespołu, w 2006 pięciu studentów powołało do życia grupę muzyczną tworzącą muzykę z pogranicza hard rocka i gotyku. Niedługo później, w 2007 wokalistka Oliwia Bartuś i perkusista Marcin Kapturski zdecydowali się na założenie zespołu Arshenic, którego skład uzupełnili gitarzysta Piotr Nowak oraz basista Tomasz Dowgielewicz. Przez pierwsze lata działalności muzycy grali małe koncerty oraz nagrywali pierwsze minialbumy, w tym m.in. Lilie z 2008, który promowali podczas koncertów granych z zespołem Closterkeller. W listopadzie 2009 zarejestrowali materiał na pierwszy album studyjny, zatytułowany po prostu Arshenic. W 2012 wzięli udział w eliminacjach do drugiej edycji programu telewizji Polsat Must Be the Music. Tylko muzyka, w którym zaprezentowali własną interpretację przeboju Lady Gagi „Paparazzi”, jednak nie przeszli do kolejnego etapu. Niedługo później zawiesili działalności zespołu.
W 2014 zespół został reaktywowany w odświeżonym składzie, a muzycy przearanżowali piosenki nagrane przed zawieszeniem. W 2016 wydali niezależnie epkę pt. Erased, którą świętowali 10-lecie działalności. Wydawnictwo promowali teledyskiem do singla „Monster”, który nagrali w jednym ze schronisk dla zwierząt w Gdyni. Minialbumem zapowiadali kolejny album studyjny.
Latem 2019 podpisali kontrakt płytowy z łotewską wytwórnią muzyczną Sliptrick Records oraz umowę wydawniczą z amerykańską wytwórnią RL Recordings. 20 sierpnia 2019 wydali album studyjny pt. Final Collision, który ukazał się na rynku europejskim i amerykańskim.

## Działalność pozamuzyczna
Od 2015 muzycy organizują coroczną akcję charytatywną „Pucha dla Sierściucha”, skupiającą się na pomocy bezdomnym zwierzętom poprzez zbiórkę pieniędzy na karmy dla psów i kotów.

## Dyskografia

### Albumy studyjne
- Arshenic (2015)
- Final Collision (2019)